# Quản lý dự án
Quản lý dự án là ngành khoa học nghiên cứu về việc lập kế hoạch, tổ chức và quản lý, giám sát quá trình phát triển của dự án nhằm đảm bảo cho dự án hoàn thành đúng thời gian, trong phạm vi ngân sách đã được duyệt, đảm bảo chất lượng, đạt được mục tiêu cụ thể của dự án và các mục đích đề ra.
Mục tiêu cơ bản của việc quản lý dự án thể hiện ở chỗ các công việc phải được hoàn thành theo yêu cầu và bảo đảm chất lượng, trong phạm vi chi phí được duyệt, đúng thời gian và giữ cho phạm vi dự án không thay đổi.

## Các định nghĩa khác
- Theo Hướng dẫn về những kiến thức cốt lõi trong Quản lý dự án (PMBOK Guide) của Viện Quản lý Dự án (PMI): Quản lý dự án là việc áp dụng các kiến thức, kỹ năng, công cụ và kỹ thuật vào các hoạt động của dự án nhằm đạt được các mục tiêu đã đề ra.
- Quản lý dự án là việc áp dụng các chức năng và hoạt động của quản lý vào suốt vòng đời của dự án để dự án đạt được những mục tiêu đề ra.

Một dự án là một nỗ lực đồng bộ, có giới hạn (có ngày bắt đầu và ngày hoàn thành cụ thể), thực hiện một lần nhằm tạo mới hoặc nâng cao khối lượng, chất lượng của sản phẩm hoặc dịch vụ, đáp ứng nhu cầu của khách hàng hay của xã hội.
Thách thức chính của quản lý dự án là phải đạt được tất cả các mục tiêu đề ra của dự án trong điều kiện bị ràng buộc theo một phạm vi công việc nhất định(khối lượng và các yêu cầu kỹ thuật), nhưng phải đạt thời gian hoàn thành đề ra(tiến độ thực hiện), đúng ngân sách (mức vốn đầu tư) cho phép và đáp ứng các chuẩn mực (chất lượng) mong đợi.

## Các chức năng chính của quản lý dự án
- Chức năng lập kế hoạch, bao gồm việc xác định mục tiêu, công việc và dự tính nguồn lực cần thiết để thực hiện dự án;
- Chức năng tổ chức, tiến hành phân phối nguồn lực gồm tiền, lao động, trang thiết bị, việc điều phối và quản lý thời gian;
- Chức năng lãnh đạo;
- Chức năng kiểm soát, là quá trình theo dõi kiểm tra tiến độ dự án, phân tích tình hình thực hiện, tổng hợp, đánh giá, báo cáo kết quả thực hiện và đề xuất các giải pháp giải quyết các khó khăn trong quá trình thực hiện dự án;
- "Quản lý điều hành dự án" hay chức năng phối hợp.

## Các lĩnh vực quản lý dự án
1. Quản lý tổng hợp dự án
2. Quản lý phạm vi dự án
3. Quản lý thời gian dự án
4. Quản lý chi phí dự án
5. Quản lý chất lượng dự án
6. Quản lý nguồn lực dự án
7. Quản lý thông tin dự án
8. Quản lý rủi ro dự án
9. Quản lý mua sắm dự án
10. Quản lý các bên liên quan trong dự án

## Lịch sử của quản lý dự án

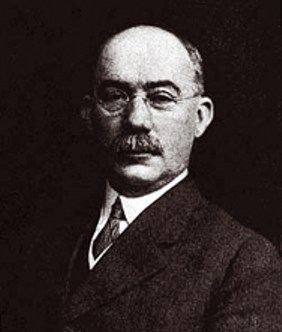
Henry Gantt (1861-1919), cha đẻ của kỹ thuật lập kế hoạch và kiểm soát dự án.

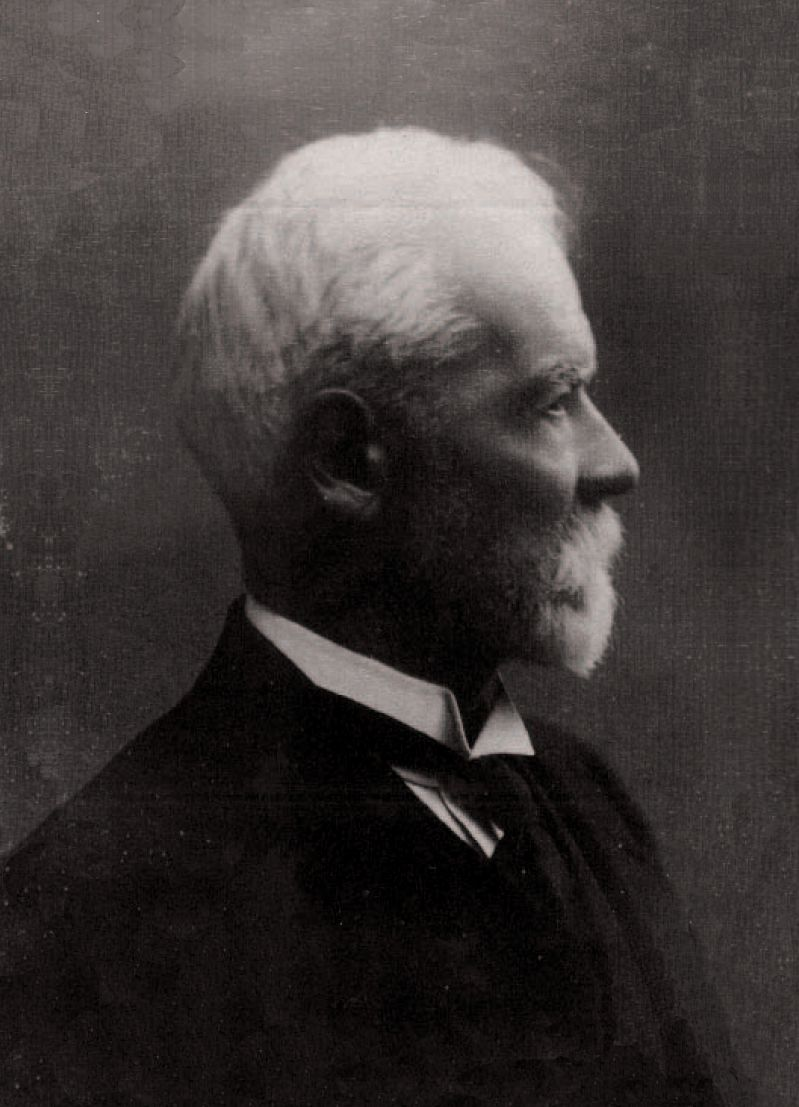
Henri Fayol (1841-1925).

Với tư cách là một ngành khoa học, quản lý dự án phát triển từ những ứng dụng trong các lĩnh vực khác nhau như xây dựng, kỹ thuật và quốc phòng. Ở Hoa Kỳ, hai ông tổ của quản lý dự án là Henry Gantt, được gọi là cha đẻ của kỹ thuật lập kế hoạch và kiểm soát, người đã cống hiến hiểu biết tuyệt vời của mình bằng việc sử dụng biểu đồ Gantt như là một công cụ quản lý dự án, và Henri Fayol người tìm ra 5 chức năng của quản lý, là cơ sở cho những kiến thức cốt lõi liên quan đến quản lý dự án và quản lý chương trình.
Cả hai ông Gantt và Fayol đều được biết đến như là những học trò, theo trường phái lý thuyết quản lý theo khoa học, của Frederick Winslow Taylor. Thuyết Taylor là nguyên mẫu đầu tiên cho các công cụ quản lý dự án hiện đại, bao gồm cả cấu trúc phân chia công việc (WBS) và phân bổ nguồn lực.
Những năm 1950, đánh dấu sự bắt đầu của kỷ nguyên quản lý dự án hiện đại. Quản lý dự án đã được chính thức công nhận là một ngành khoa học phát sinh từ ngành khoa học quản lý. Một lần nữa, tại Hoa Kỳ, trước những năm 1950, các dự án đã được quản lý trên một nền tảng đặc biệt bằng cách sử dụng chủ yếu là biểu đồ Gantt (Gantt Charts), cùng các kỹ thuật và các công cụ phi chính thức. Tại thời điểm đó, hai mô hình toán học để lập tiến độ của dự án đã được phát triển. "Phương pháp Đường găng" (tiếng Anh là Critical Path Method, viết tắt là CPM) phát triển ở liên doanh giữa công ty Dupont và công ty Remington Rand để quản lý các dự án bảo vệ thực vật và hóa dầu. Và "Kỹ thuật đánh giá và xem xét chương trình (dự án)" (tiếng Anh là Program Evaluation and Review Technique hay viết tắt là PERT), được phát triển bởi hãng Booz-Allen & Hamilton thuộc thành phần của Hải quân Hoa Kỳ (hợp tác cùng với công ty Lockheed) trong chương trình chế tạo tên lửa Polaris trang bị cho tàu ngầm. Những thuật toán này đã lan rộng một cách nhanh chóng sang nhiều doanh nghiệp tư nhân.
Năm 1969, viện Quản lý Dự án (PMI) đã được thành lập để phục vụ cho lợi ích của kỹ nghệ quản lý dự án. Những tiền đề của viện Quản lý dự án (PMI) là những công cụ và kỹ thuật quản lý dự án được chia sẻ bằng nhau giữa các ứng dụng phổ biến trong những dự án từ ngành công nghiệp phần mềm cho tới ngành công nghiệp xây dựng. Trong năm 1981, ban giám đốc viện Quản lý dự án (PMI) đã cho phép phát triển hệ lý thuyết, tạo thành cuốn sách Hướng dẫn về những kiến thức cốt lõi trong Quản lý dự án (PMBOK Guide). Cuốn sách này chứa các tiêu chuẩn và nguyên tắc chỉ đạo về thực hành được sử dụng rộng rãi trong toàn bộ giới quản lý dự án chuyên nghiệp.